# Karen Stuke
Karen Stuke (* 1970) ist eine deutsche Fotografin und Theaterfotografin.

## Wirken
Karen Stuke studierte von 1992 bis 1999 Visuelle Kommunikation, Foto / Film Design an der Fachhochschule Bielefeld bei Gottfried Jäger und Jürgen Heinemann. 1996 erhielt sie ein Auslandsstipendium der Academia Minerva Groningen und 1999 ein Stipendium der Kunststiftung des Landes Nordrhein-Westfalen.
Stuke ist sowohl als freie Fotografin wie auch als Theater- und Opernfotografin tätig und kooperiert mit international bekannten Regisseuren wie Gottfried Pilz und weltweit an Opernhäusern, darunter die Wiener Staatsoper, Oper Leipzig, Deutsche Oper Berlin, Oper der Stadt Köln, Opéra-Comique (Paris) und die Los Angeles Opera.
Ihre künstlerischen Arbeiten sind dem Feld der experimentellen, konzeptionellen und generativen Fotografie zuzuordnen. Sie ist besonders bekannt für ihre in extremer Langzeitbelichtung mit einer Lochkamera, der Camera obscura, erstellten Fotografien. So belichtete sie unter anderem Opernaufführungen in der Länge der jeweiligen Bühnenwerke und in ihrem Projekt Sleeping Sister (seit 2001) äquivalent zur realen Dauer ihres Schlafes.
Dolores Pulella beschreibt Stukes Arbeit 2021 im Kunstmagazin XIBIT Contemporary Art Mag als eine „Fotografie jenseits von Zeit und Raum“ und führt weiter aus:

„For Stuke, light is more than a medium, it is the subject of photography itself. The other essential component in her work is the space to which the images are only linked and created within, and then there’s the movement, which appears as fleeting as it is not registered in the single moment of the shot, but holistically and with a temporal duration.“

2009 stellte Stuke in der Elipsis Gallery in Istanbul unter dem Titel City Lights langzeitbelichtete Fotografien internationaler Städte aus. 2010 realisierte sie auf Einladung der Primo Piano Gallery Napoli ein künstlerisches Projekt mit dem Titel Opera Obscura di Napoli, in dem sie jede Aufführung des Napoli Teatro Festivals in einem komprimierten Einzelbild einfing. 2013 entwickelte sie im Auftrag des The Wapping Project in London die Raum-Installation Stuke after Sebald’s Austerlitz, in der sie in Anlehnung an den Roman W.G. Sebalds fotografisch die darin beschriebene Reise des Jacques Austerlitz von Prag über Theresienstadt bis London mit ihrer Lochkamera nachvollzog; mit Sound von Billy Cowie. Für ihre 2012 entstandene Foto-Serie über das legendäre ehemalig in der Schlüterstraße 45 ansässige Berliner Hotel Bogota übernachtete sie dort von November 2012 bis Dezember 2013 in 43 Zimmern und fertigte Bilder mit der Camera obscura, deren Belichtungszeiten jeweils der Dauer ihres Schlafes entsprachen. In ihrem 2014 begonnenem Langzeitprojekt The Men who fell from the Sky versucht sie im Sinne eines respektvoll empathischen Storytelling mit dem fotografischen Mittel der Unschärfe die tragischen Schicksale von Flüchtlingen, die als blinde Passagiere in Heathrow beim Landeanflug aus dem Flugzeug fielen, am Originalschauplatz sensibel nachzuzeichnen.
2021 bezog sie sich in ihrer Arbeit #stayathome, die unter anderem im Kunstmuseum Bochum ausgestellt wurde, mit Überblendungen von Innen- und Außenräumen auf den häuslichen Alltag während der COVID-19-Pandemie.
Stuke wurde 2012 zum Mitglied der Deutschen Gesellschaft für Photographie ernannt und erhielt Auszeichnungen und Nominierungen bei internationalen Wettbewerben, unter anderem den Kunstpreis des Berliner Haus am Kleistpark, den Vonovia Award für Fotografie (Shortlist), und eine Nominierung für den Goldenen Daumen des 1. Internationales Daumenkino Festival des Schloss Solitude.
2008 gründete sie den Projektraum Kronenboden als „spartenübergreifende Plattform für bildende und darstellende Kunst“, in dem sie regelmäßig Ausstellungen, Performances und Konzerte veranstaltet, und erhielt dafür 2017 den Preis zur Auszeichnung künstlerischer Projekträume des Berliner Senats und 2021 ein Stipendium des Senats. Im Kronenboden ist auch ihre Privatsammlung Caruso sings again beheimatet, die als künstlerische Spurensicherung und Langzeit-Recherche-Projekt immer wieder in Ausstellungsprojekten und Performances präsentiert wird. Die Sammlung besteht aus Schellackplatten des Opernsängers Enrico Caruso, diversen Objekten, historischen und zeitgenössischen Fotografien, Büchern, Briefmarken und Vielem mehr.
Stuke erteilt außerdem Fotokurse, unter anderem bei photowerk Berlin, FLUSS/NÖ Initiative für Foto- und Medienkunst und bei der Sommerakademie Venedig.

## Ausstellungen (Auswahl)
Soloausstellungen:
- 2024: Bella Figura – Pastagramme, Showroom Simone Klein, Köln
- 2023: touché, COPYRIGHTberlin, Berlin
- 2023: AKTE – Und in dem „Wie“, da liegt der ganze Unterschied, Proberaum für Kunst, Berlin
- 2019: Wandelhalle – Auf den Spuren von Sebalds Austerlitz, Kommunale Galerie Berlin
- 2019: Hotel Bogota – last check in!, Galleria Primo Piano Napoli
- 2013: Stuke after Sebald’s Austerlitz, The Wapping Project London
- 2011: Camera obscura di Napoli, PAN – Palazzo delle Arti di Napoli
- 2009: City Lights, Elipsis Gallery Istanbul, Türkei
- 2005: Four Rooms, St. James Cavalier, Valletta, Malta
- 1998: Theaterlöcher, Theater Bielefeld

Gruppenausstellungen:
- 2024/25: Berlin, Berlin. Part 3. Hotel Botoga. Aino Kannisto & Karen Stuke, Helmut Newton Foundation, Berlin
- 2024: lAbiRynT – Festival Neuer Kunst, Magistrale Kunsthalle, Frankfurt (Oder)
- 2024: Zwischen Licht und Materie – vom Erscheinen und Verschwinden, Galerie Nord, Berlin
- 2023: Myopia, Galeria Nowa Scena, Poznan, Polen
- 2021: Contemporary art from Berlin, Center of Interest, Cluj, Rumänien
- 2021: Identität, f2 Fotofestival Dortmund
- 2021: Zuhause, Kunstmuseum Bochum
- 2020: Hotel Bogotà – l’ultima check-out Photofestival Castelnuovo Fotografia, Castelnuovo di Porto, Italien
- 2018: Touchez des Yeux De Bijloke Muziekcentrum, Gent, Belgien
- 2016: Das Camera Obscura Prinzip Projektraum Kommunale Galerie Charlottenburg – PhotoWerk Berlin
- 2014: Hotel Bogota, Kommunale Galerie Berlin
- 2011: Gefrorene Zeit, Fotogalerie Wien, Österreich
- 2009: Es werde dunkel! Nachtdarstellungen in der zeitgenössischen Kunst Stadtgalerie Kiel, Kunstmuseum Alte Post Mülheim an der Ruhr, Städtische Galerie Bietigheim-Bissingen
- 2006: Selbstsicht – Der Schritt ins Bild, Darmstädter Tage der Fotografie
- 2003: Voies Off Photofestival, Arles, Frankreich
- 2001: Unplugged – Neue Lochkamerafotografie Fotoforum West, Innsbruck, Österreich

## Auszeichnungen und Stipendien
- 2023: Nominierung für das Artist-in-Residence-Stipendium der Bundesrepublik Deutschland am Deutschen Studienzentrum Venedig
- 2023: Aufnahme in den Verein der Berliner Künstlerinnen e.V.
- 2021: Projektraum Stipendium Bildende Kunst des Berliner Senats
- 2020: Vonovia – Award für Fotografie (shortlist)
- 2017: Preis zur Auszeichnung künstlerischer Projekträume des Berliner Senats
- 2013: Kunstpreis des Hauses am Kleistpark, Berlin
- 2012/13: artist in residence des Hotel Bogota, Berlin
- 2012: Berufung zum Mitglied der Deutschen Gesellschaft für Photographie
- 2010: artist in residence des Napoli Teatro Festival Italia
- 2004: Goldener Daumen (Nominierung), 1. Internationales Daumenkino Festival, Schloß Solitude, Stuttgart
- 1999: Stipendium der Kunststiftung des Landes Nordrhein-Westfalen
- 1996: Stipendium der Academie Minerva, Groningen, Niederlande